# Putriwka
Putriwka (ukr. Путрівка) – wieś na Ukrainie, w obwodzie kijowskim, w rejonie fastowskim.
Miejscowość założona w 1701, w 2001 liczyła około 1567 mieszkańców.